# Antoine Boësset
Antoine Boësset, Antoine de Boësset, sieur de Villedieu (ur. 1586 w Blois, zm. 8 grudnia 1643 w Paryżu) – francuski kompozytor okresu baroku.

## Życiorys
Działał na dworze Ludwika XIII, gdzie początkowo pełnił funkcję kierownika chóru chłopięcego kapeli królewskiej (od 1613) i nauczyciela muzyki królowej (od 1615). W 1620 roku mianowany sekretarzem gabinetu króla. Jego teściem był Pierre Guédron, po którym w 1623 roku objął funkcję surintendant de la musique de la chambre du roi. Otrzymał także tytuł ochmistrza. Jego synem był Jean-Baptiste Boësset, również kompozytor.
Współpracował z baletem dworskim, komponował balety wystawiane z okazji uroczystości dworskich. Wydał 9 ksiąg Airs de cour. W opublikowanej w 1630 roku siódmej księdze jako pierwszy francuski kompozytor zapisał linię basso continuo. Przypisywane jest mu również autorstwo mszy i motetów, które jednak najprawdopodobniej są dziełami jego syna.